# Parafia Podwyższenia Krzyża Świętego w Pawłowicach Śląskich
Parafia Podwyższenia Krzyża Świętego w Pawłowicach – katolicka parafia w dekanacie pawłowickim. Została utworzona 19 stycznia 1986. Kościół poświęcił abp Damian Zimoń w 1994.
Początkiem lat 80. wikary parafii pod wezwaniem Parafia św. Jana Chrzciciela w Pawłowicach, ksiądz Jan Kapuściok otrzymał dekret księdza biskupa, aby zbudował kościół na terenie osiedla w Pawłowicach. Skromna, murowana kaplica z salką katechetyczną powstała na pawłowickim osiedlu, a proboszczem po poświęceniu kaplicy przez księdza biskupa Janusz Zimniaka (ówczesnego sufragana katowickiego) został ksiądz Jan Kapuściok. Kilka lat później rozpoczęły się intensywne prace zmierzające do budowy nowej świątyni.

## Proboszczowie
- ks. Kapuściok Jan - proboszcz od 1986-2010
- ks. Kuczera Piotr - proboszcz od 2010-